# Perizoma niveata
Perizoma niveata är en fjärilsart som beskrevs av Stephens 1881. Perizoma niveata ingår i släktet Perizoma och familjen mätare. Inga underarter finns listade i Catalogue of Life.